# Mosquée Bajrakli de Peć
Pour les articles homonymes, voir Mosquée Bajrakli.
La mosquée Bajrakli de Pëje est une mosquée ottomane située dans la ville de Pejë, au Kosovo. En raison de son importance, elle est inscrite sur la liste des monuments culturels d'importance exceptionnelle du Kosovo.

## Présentation
La mosquée Bajralki est située dans la vieille čaršija de la ville. La date exacte de sa construction est inconnue mais elle semble avoir été édifiée dans la seconde moitié du XVe siècle, au début de la présence ottomane dans la région. Elle est considérée comme la mosquée la plus importante de Pejë; de fait, son nom provient d'un mot turc « bayrak » qui signifie « le drapeau » et « Bayrakli » signifie « avec un drapeau », termes qui évoquent l'étendard hissé à son minaret à l'heure de la prière et qui donne le signal de la prière dans toutes les autres mosquées de la ville.

## Architecture
La mosquée Bajrakli est un édifice monumental surmonté d'un grand dôme large de 11,65 m et haute de 13,5 m. La façade principale est constituée d'un porche surmonté de trois autres dômes, beaucoup plus petits, reposant sur les deux parois latérales de l'édifice et sur quatre piliers reliés par des arcades. Au-dessus de l'entrée se trouve une haute galerie qui repose sur des piliers avec chapiteaux et qui s'étend sur toute la longueur du mur. L'ensemble est entouré d'une clôture ornées de sculptures et peinte de motifs floraux. Un grand minaret polygonal, très élancé, flanque la mosquée.
À l'intérieur, le mihrab est situé dans une niche peu profonde tandis que le minbar, de proportions monumentales, est construit en marbre. 
Près de la mosquée se trouve une fontaine avec des sculptures représentant des fleurs, la lune et les étoiles, ainsi que des plaques avec des inscriptions en arabe. Le cimetière abrite le sarcophage de Hajri-beg Miralaj, qui est sculpté de reliefs représentant son blason mais aussi de motifs floraux et de représentations d'armes et d'objets symboliques.